# Gulf Oil Corporation
Gulf Oil Corporation fue una compañía petrolera estadounidense con sede en Pittsburgh, Pensilvania. Constituida en 1936 para continuar la labor de la Gulf Oil Corporation of Pennsylvania, participó en la explotación de yacimientos petrolíferos en Canadá, Venezuela y Oriente Medio.
A comienzos de 1984 fue absorbida por la Standard Oil of California, constituyendo la Chevron Corporation. Posteriormente, la cadena de comercios estadounidense Cumberland Farms, compró la marca para utilizarla en sus estaciones de servicio. Por su parte, Gulf Oil International actualmente es propiedad del grupo indio Hinduja.

## Corrupción
A principios de la década de 1970, Gulf distribuyó al menos US$12 000 000 en sobornos; sus acciones fueron descubiertas durante el escándalo Watergate. Donde quiera que la empresa tuviera un interés financiero, intentaba sobornar a los políticos locales. Se invirtieron 35 000 € para elegir a un comisionado del Condado de Allegheny, donde tenía su sede en Pittsburgh. El senador Howard Baker, los diputados Hale Boggs, Melvin Price, Joe Evins, Craig Hosner y Chet Holifield estaban aceptando sobornos. La Gulf también contribuye a la financiación de la campaña presidencial de 1972 de Richard Nixon.
La Gulf, interesada en la prospección offshore en el Mar del Japón, gastó US$4 000 000 en 1967 y 1971 para la reelección del presidente surcoreano Park Chung-hee. También se pagan millones de dólares en el extranjero para convencer a los políticos de que promuevan los intereses de la empresa, particularmente en Italia y Corea del Sur y, en menor medida, en Turquía y Bolivia.

## Actividades en países de habla hispana

### España
Con la liberalización económica que vivió España durante la década de 1960, la empresa desembarcó en el país y desarrolló importantes actividades en los sectores químico y petrolífero. Gulf Oil participó en la creación de Fertiberia, en 1962, y llegó a formar parte del accionariado de la sociedad Petróleos del Norte (Petronor). Se asoció con la Compañía Española de Minas de Río Tinto (CEMRT) para constituir un consorcio de cara a la construcción de la refinería de La Rábida en Huelva. Las instalaciones fueron inauguradas en 1967, añadiéndose con los años una planta de asfaltos, una fábrica de benceno y otra de hidrocarburos. A partir de 1970 la CEMRT sería sucedida por el grupo Explosivos Río Tinto (ERT), que mantuvo la colaboración con Gulf Oil.

### México
En marzo de 2016, la compañía anunció que pondría en marcha gasolineras en México a partir de julio de 2016, para competir con PEMEX. Sergio de la Vega, director general de Gulf México, indicó que contemplaban proveer servicios de servicio y autoservicio en gasolineras, según una entrevista sostenida con Ciro Gómez Leyva en Radio Fórmula el 11 de marzo de 2016.[cita requerida]